# Luigi Scaccianoce
Luigi Scaccianoce (Venezia, 12 luglio 1914 – Roma, 18 ottobre 1981) è stato uno scenografo italiano.

## Carriera
In 36 anni di carriera ha partecipato a 63 film di vari registi italiani e stranieri. Ha inoltre firmato la scenografia dei film Il Vangelo secondo Matteo (1964) e Edipo re (1967) di Pier Paolo Pasolini e Fellini Satyricon (1969), per la regia di Federico Fellini. Ha ricevuto il Nastro d'argento alla migliore scenografia nel 1963, nel 1965, nel 1968, nel 1970 e nel 1979.

## Filmografia
- La buona fortuna, regia di Fernando Cerchio (1945)
- La gondola del diavolo, regia di Carlo Campogalliani (1946)
- Il tiranno di Padova, regia di Max Neufeld (1946)
- Sangue a Ca' Foscari, regia di Max Calandri (1947)
- Il ladro di Venezia, regia di John Brahm (1950)
- Le due verità, regia di Antonio Leonviola (1951)
- Otello, regia di Orson Welles (1952)
- Noi cannibali, regia di Antonio Leonviola (1953)
- I girovaghi, regia di Hugo Fregonese (1956)
- Venezia, la luna e tu, regia di Dino Risi (1958)
- Il vendicatore, regia di William Dieterle (1959)
- Adua e le compagne, regia di Antonio Pietrangeli (1960)
- Il carabiniere a cavallo, regia di Carlo Lizzani (1961)
- Vanina Vanini, regia di Roberto Rossellini (1961)
- Eva, regia di Joseph Losey (1962)
- La steppa, regia di Alberto Lattuada (1962)
- La parmigiana, regia di Antonio Pietrangeli (1963)
- Il fornaretto di Venezia, regia di Duccio Tessari (1963)
- La visita, regia di Antonio Pietrangeli (1963)
- Amori pericolosi (episodi Il passo e Il generale), regia di Giulio Questi e Alfredo Giannetti (1964)
- Sette a Tebe, regia di Luigi Vanzi (1964)
- Il Vangelo secondo Matteo, regia di Pier Paolo Pasolini (1964)
- Gli indifferenti, regia di Citto Maselli (1964)
- Il compagno Don Camillo, regia di Luigi Comencini (1965)
- La bugiarda, regia di Luigi Comencini (1965)
- La donna del lago, regia di Luigi Bazzoni e Franco Rossellini (1965)
- All'ombra delle aquile, regia di Ferdinando Baldi (1966)
- El Greco, regia di Luciano Salce (1966)
- La strega in amore, regia di Damiano Damiani (1966)
- Uccellacci e uccellini, regia di Pier Paolo Pasolini (1966)
- Operazione San Gennaro, regia di Dino Risi (1966)
- La ragazza del bersagliere, regia di Alessandro Blasetti (1966)
- Io non protesto, io amo, regia di Ferdinando Baldi (1967)
- Edipo re, regia di Pier Paolo Pasolini (1967)
- Fai in fretta ad uccidermi... ho freddo!, regia di Citto Maselli (1967)
- Texas addio, regia di Ferdinando Baldi (1967)
- Straziami, ma di baci saziami, regia di Dino Risi (1968)
- Oggi, domani, dopodomani (episodio La moglie bionda), regia di Luciano Salce (1968)
- I bastardi, regia di Duccio Tessari (1968)
- Lo sbarco di Anzio, regia di Edward Dmytryk e Duilio Coletti (1968)
- Meglio vedova, regia di Duccio Tessari (1968)
- Fellini Satyricon, regia di Federico Fellini (1969)
- Violenza al sole, regia di Florestano Vancini (1969)
- Quella piccola differenza, regia di Duccio Tessari (1970)
- Contestazione generale, regia di Luigi Zampa (1970)
- Il segreto dei soldati di argilla, regia di Luigi Vanzi (1970)
- I tulipani di Haarlem, regia di Franco Brusati (1970)
- Anonimo veneziano, regia di Enrico Maria Salerno (1970)
- In nome del popolo italiano, regia di Dino Risi (1971)
- Lo scopone scientifico, regia di Luigi Comencini (1972)
- Cari genitori, regia di Enrico Maria Salerno (1973)
- Una breve vacanza, regia di Vittorio De Sica (1973)
- Il viaggio, regia di Vittorio De Sica (1974)
- Pane e cioccolata, regia di Franco Brusati (1974)
- Due cuori, una cappella, regia di Maurizio Lucidi (1975)
- Gente di rispetto, regia di Luigi Zampa (1975)
- L'eredità Ferramonti, regia di Mauro Bolognini (1976)
- La poliziotta, regia di Steno (1976)
- La stanza del vescovo, regia di Dino Risi (1977)
- Pianeta Venere, regia di Elda Tattoli (1977)
- Così come sei, regia di Alberto Lattuada (1978)
- Ritratto di borghesia in nero, regia di Tonino Cervi (1978)
- Il giocattolo, regia di Giuliano Montaldo (1979)
- Dimenticare Venezia, regia di Franco Brusati (1979)
- Il vizietto II, regia di Édouard Molinaro (1980)
- Bambole: scene di un delitto perfetto, regia di Alberto Negrin (1980)
- Fontamara, regia di Carlo Lizzani (1981)

## Riconoscimenti
Nastro d'argento alla migliore scenografia:
- 1963: Senilità
- 1965: Gli indifferenti
- 1968: Edipo re
- 1970: Fellini Satyricon
- 1979: L'albero degli zoccoli